# Palau-de-Cerdagne
Palau-de-Cerdagne (catalansk: Palau de Cerdanya) er en by og kommune i departementet Pyrénées-Orientales i Sydfrankrig.

## Geografi
Palau-de-Cerdagne ligger på en højslette i Cerdagne, op til den spanske grænse, 101 km vest for Perpignan. Nærmeste byer er mod nordvest Bourg-Madame (3 km) og Puigcerdà (5 km, Spanien) og mod sydøst Osséja (1 km).

## Historie
Palau nævnes første gang i den latinske form Palacio i det 10. århundrede. Derimod nævnes Palau ikke i en oversigt over sogne i bispesædet Urgell fra 839.
På grund af navnet Palacio har man antaget at byen har været residens for greverne af Cerdagne. Det understøttes dog ikke af andre kilder.
I det 13. århundrede var Palau i den betydningsfulde familie Pinos besiddelse. Pinos afstod byen til cistercienser-klosteret Santes Creus ved Tarragona. Klosteret havde allerede græsgange til fårehold i Carlit-massivet nord for Palau, så donationen lettede klosterets adgang til græsgangene.
Under Louis 11. i det 15. århundrede blev klosteret frataget Palau, som gav byen til baron Mercader, der støttede kongens interesser i Cerdagne. Mercader døde uden arvinger og Palau overgik derefter til præstekollegiet i Puigcerdà, som ejede byen indtil den franske revolution.
Efter Pyrenæerfreden i 1659 blev det øvre Cerdagne fransk og Palau kom til at ligge tæt op af den nye grænse.
Den gamle kirke lå indtil slutningt 18. århundrede midt på den nuværende kirkegård. Da den var forfalden byggede man en ny i centrum af byen. Døbefonten fra det 13. århundrede, altertavlen fra 1370 og en statue fra det 15. århundrede blev flyttet til den nye kirke.

## Demografi

### Udvikling i folketal
| 1962                                                              | 1968 | 1975 | 1982 | 1990 | 1999 | 2007 | 2014 | 2017 |
| ----------------------------------------------------------------- | ---- | ---- | ---- | ---- | ---- | ---- | ---- | ---- |
| 149                                                               | 177  | 237  | 285  | 275  | 424  | 516  | 411  | 408  |
| Tal fra og med 1962 er uden dobbelttælling (sans doubles comptes) |      |      |      |      |      |      |      |      |